# Roskow
Roskow é um município da Alemanha, situado no distrito de Potsdam-Mittelmark, no estado de Brandemburgo. Tem 38,78 km² de área, e sua população em 2019 foi estimada em 1.191 habitantes.